# Prades (Górna Loara)
Prades – miejscowość i gmina we Francji, w regionie Owernia-Rodan-Alpy, w departamencie Górna Loara.
Według danych na rok 1990 gminę zamieszkiwało 57 osób, a gęstość zaludnienia wynosiła 12 osób/km² (wśród 1310 gmin Owernii Prades plasuje się na 778. miejscu pod względem liczby ludności, natomiast pod względem powierzchni na miejscu 991.).